# Batman - La maschera del Fantasma
Batman - La maschera del Fantasma (Batman: Mask of the Phantasm noto anche come Batman: The Animated Movie) è un film d'animazione statunitense del 1993 diretto da Eric Radomski e Bruce Timm.
È ambientato nel DC Animated Universe e basato sulla nota serie animata Batman del 1992, ed è il primo film d'animazione dedicato a Batman, supereroe della DC Comics. Scritto da Alan Burnett, Paul Dini, Martin Pasko e Michael Reaves, il cast originale comprendono i doppiatori Kevin Conroy, Mark Hamill e Efrem Zimbalist Jr., che riprendono il loro ruolo dalla serie, oltre a Dana Delany, Hart Bochner, Stacy Keach e Abe Vigoda. 
Dopo l'enorme riscontro di critica e pubblico ricevuto con la serie animata Batman, la Warner Bros. ideò la pellicola come direct-to-video, ma in seguito decise di farla uscire anche al cinema, il 25 dicembre 1993. I registi sono gli stessi autori della serie animata, che nel 1993, sulla scia del successo appena ottenuto, proposero alla Warner Bros. di creare un lungometraggio tratto da essa, fortemente ispirati dalla serie fumettistica Batman: Anno due. Il film segue Batman mentre si riconcilia con la sua ex amante, Andrea Beaumont, e affronta un misterioso vigilante, il Fantasma, che sta assassinando i boss della mafia di Gotham City. In questo film sono narrate anche parti delle vicende antecedenti le origini di Batman e della sua nemesi, il Joker. Cronologicamente, il film è ambientato prima del primo episodio della serie animata, L'uomo pipistrello.
Il film è stato ben accolto dalla critica cinematografica, che ha elogiato l'animazione stilizzata, il doppiaggio, la storia e le musiche. A causa della decisione di distribuirlo nei cinema con breve preavviso, è stato un fallimento al botteghino. È diventato però un successo commerciale attraverso la distribuzione sui media domestici.

## Trama
Gotham City. I boss mafiosi Chuckie Sol e Buzz Bronski vengono attaccati da Batman durante un incontro d'affari e fuggono, ma inaspettatamente vengono poi assassinati da una misteriosa e sinistra figura, il Fantasma, che molti scambiano proprio per Batman, anche perché egli viene visto sulle scene del delitto poco dopo. Il corrotto e paranoico consigliere di Gotham, Arthur Reeves, ordina a tutte le squadre di polizia di dare la caccia al Cavaliere Oscuro nel tentativo di arrestarlo e porre fine agli omicidi. Contemporaneamente, Andrea Beaumont, prima fiamma del miliardario Bruce Wayne, torna dopo anni di assenza a Gotham City per incontrare Reeves, con il quale ha una relazione.
Sapendo del suo arrivo, Batman comincia a essere tormentato dai ricordi del periodo passato insieme alla ragazza, lo stesso periodo in cui giurò sulla tomba dei suoi genitori che avrebbe ripulito Gotham dal crimine. L'amore per Andrea era però troppo forte, e Bruce dovette decidere tra lei e la sua crociata contro il crimine. Quando infine si decise a chiederle di sposarlo, lei sparì improvvisamente dalla città. Un deluso Bruce allora decise di lasciarsi dietro il passato e cominciò a concentrare anima e corpo nella sua battaglia contro il crimine, ispirato dai pipistrelli che rovinarono un momento romantico tra i due. Sotto gli occhi increduli del suo fido maggiordomo Alfred, Bruce divenne Batman.
Dalle indagini fatte, Batman scopre che Sol e Bronski facevano entrambi parte del disciolto clan del boss mafioso siciliano Salvatore Valestra, e che in quel clan erano invischiati anche Carl Beaumont, padre di Andrea, un giovane Arthur Reeves e un misterioso uomo, Jack Napier, scomparso dalla circolazione da anni.
L'anziano Salvatore Valestra si reca a Wonder World, un vecchio parco divertimenti futuristico abbandonato da tanti anni, ora è un nascondiglio segreto del perfido criminale Joker, la nemesi di Batman, e gli chiede protezione contro il cavaliere oscuro, dato che apparentemente i due si conoscono molto bene. Joker, sapendo che il killer prima o poi lo avrebbe trovato, gli tende una trappola: il temibile Fantasma si reca quella notte in casa di Valestra, ma sulla scena trova soltanto il corpo deceduto del boss con un ghigno inquietante sulla faccia (prova che il Joker lo aveva già ucciso col suo veleno) e con addosso una telecamera, grazie alla quale Joker scopre che non si tratta di Batman, e dell'esplosivo. Il Fantasma riesce a scappare dal palazzo prima che esploda saltando dalla finestra, ma nella fuga viene inseguito da Batman, che però non riesce a prenderlo e comincia ad essere inseguito lui stesso dalla polizia, che lo riduce ai minimi termini. A soccorrerlo arriva Andrea, che aveva da poco scoperto la sua identità.
Nella residenza di Bruce, Andrea gli svela in parte la verità sulla sua sparizione: anni prima, suo padre Carl si era indebitato con il clan di Valestra avendo investito i loro soldi. Il boss gli diede un ultimatum di 24 ore proprio il giorno in cui Bruce chiese a sua figlia di sposarlo, intimando di restituirgli il denaro; non potendo estinguere il debito perché i capitali non potevano essere toccati prima di un certo periodo, quella sera stessa Beaumont costrinse Andrea a scappare con lui verso una nuova vita lontano da Gotham, in Europa. Questo fa pensare a Bruce che il Fantasma sia Carl Beaumont in cerca di vendetta, come aveva ipotizzato già da tempo. I due amanti ritrovano la passione che li aveva uniti anni prima e il giorno dopo Bruce riflette dopo tanto tempo sul suo futuro, pensando di crearsi una nuova vita con Andrea una volta che questa storia sarà finita; ma mentre osserva una fotografia trovata a casa di Salvatore, che ritrae i membri del clan in posa, Bruce ha un'intuizione e disegna un sorriso con una matita rossa sull'ultimo membro mancante all'appello, Jack Napier, capendo che questi non è altro che il Joker prima del suo incidente.
Nel frattempo, Reeves riceve una visita proprio da Joker, il quale lo mette al corrente del vero assassino dei loro ex amici mafiosi, cioè il Fantasma, chiedendogli protezione, altrimenti egli rivelerà a tutti i suoi "errori di gioventù". Ma poco dopo Andrea chiama l'ufficio di Reeves per disdire un loro appuntamento, così Joker cambia idea e inietta al consigliere il suo veleno esilarante. All'ospedale in cui viene ricoverato, Arthur rivela a Batman, recatosi da lui per interrogarlo sugli altri particolari, che egli aiutò anni prima Carl Beaumont e la figlia a fuggire e mantenne i contatti con lui, poi, quando cominciò la sua carriera politica, aveva necessità di molti soldi, così li chiese a Beaumont sperando che ricambiasse il favore. L'uomo glieli rifiutò, così Reeves vendette a Valestra la posizione del nascondiglio del miliardario, e il boss lo fece uccidere. Così Batman capisce che il Fantasma è Andrea, rimasta sola al mondo e costretta a vendicarsi del clan e, con molta probabilità, ora si sta dirigendo da Joker, il sicario del clan che uccise direttamente suo padre.
Il Fantasma arriva a Wonder World per uccidere Joker, che già dal colloquio con Reeves aveva capito che era Andrea, e tenta di ucciderlo, ma non vi riesce perché lui fugge nell'immenso parco futuristico. Joker ha poi la meglio sulla ragazza, ma Batman la salva e il criminale si dilegua. I due, rimasti soli, hanno un diverbio e infine Bruce convince tristemente Andrea ad andarsene, dopodiché si inoltra nel parco per affrontare il suo arcinemico. Joker riesce però ancora a fuggire e rivela a Batman che l'intero posto è disseminato di esplosivi e salterà di lì a poco. Quando il clown cerca di fuggire con un jetpack, Batman lo ferma e nella colluttazione i due si schiantano al suolo. Andrea ritorna sulla scena e afferra il criminale per completare la sua vendetta, mentre Bruce cerca di convincerla a scappare. Subito dopo il parco esplode e Andrea e Joker, che di fronte alla prospettiva di morire ride maniacalmente senza alcuna paura, spariscono in una cortina di fumo. Batman a causa dei botti precipita in un canale d'acqua sotterraneo che lo trascina fuori dal parco prima che salti in aria.
Nella Batcaverna, mentre Alfred gli cura le ferite, Bruce si rammarica per non aver salvato la ragazza che amava, e Alfred lo consola dicendo che forse alla fine lei aveva scelto così. Improvvisamente Bruce nota un luccichio nella caverna e ritrova il ciondolo che anni prima regalò ad Andrea, che prima di recarsi al parco aveva lasciato nel suo appartamento. Capisce così che si è salvata.
Tempo dopo Andrea è partita su una nave da crociera, oramai sola e afflitta; a Gotham, il nostro eroe veglia malinconico sulla città dai tetti, prima di essere richiamato dal Bat-Segnale e lanciarsi nell'oscurità verso una nuova sfida.

## Personaggi e doppiatori
- Kevin Conroy è Bruce Wayne / Batman; un industriale miliardario i cui genitori sono stati uccisi da un rapinatore quando aveva otto anni. Dopo aver girato il mondo per diversi anni cercando i mezzi per combattere l'ingiustizia, torna a Gotham per iniziare la sua missione. Di notte, Bruce diventa Batman, un abile detective e combattente travestito da pipistrello, custode segreto di Gotham City.
- Mark Hamill è il Joker; la nemesi più famosa di Batman, un sadico e perfido clown che tempo fa era un assassino per conto di Valestra, ed è implicitamente responsabile dell'omicidio di Carl Beaumont. Valestra lo ingaggia per uccidere Batman, ma il Joker uccide invece Valestra. Hamill afferma di aver colto l'opportunità di riprendere il suo ruolo dalla serie animata creando nuovi "vocabolari ridenti".[1]
- Dana Delany/Stacy Keach è Andrea Beaumont / Fantasma; una donna che Bruce incontra nei primi anni del suo ritorno a Gotham dopo aver viaggiato per il mondo. La decisione di proporle in matrimonio lo porta ad abbandonare i suoi piani per diventare un vigilante. Tuttavia, dopo che inaspettatamente e misteriosamente lascia Gotham, la frustrazione di Bruce lo porta a diventare Batman. Torna a Gotham nei panni del Fantasma, autoproclamatosi "angelo della morte", uno sfuggevole personaggio capace di comparire e scomparire avvolgendosi in una nebbia artificiale e intenzionato ad uccidere tutti i membri della gang di Salvatore Valestra. La performance vocale di Delany nel film ha impressionato i registi, facendola diventare la voce di Lois Lane nella serie animata di Superman.[2]
- Hart Bochner è il consigliere comunale Arthur Reeves; un funzionario della città corrotta che una volta era un tirocinante per Carl Beaumont. In seguito si intrattiene con la banda di Valestra per ottenere l'influenza di entrare nel Consiglio comunale, e disse loro dove si nascondeva il suo ex-capo in cambio di fondi della campagna. Anni dopo, il Joker lo rintraccia e lo avvelena con il suo gas esilarante. L'ultima volta è apparso nell'ospedale psichiatrico di Gotham City reso pazzo dalle sostanze chimiche del Joker e probabilmente morto come risultato (ma non viene specificato se Batman gli ha dato o meno un antidoto al gas). Il padre di Bochner, Lloyd Bochner, ha dato voce al sindaco Hamilton Hill in The Animated Series.
- Stacy Keach è Carl Beaumont; Il padre di Andrea, che era segretamente in affari con la banda di Valestra. Si scontra con Valestra e fugge in Europa con Andrea, ma viene in seguito assassinato dal sicario personale di Valestra, che diventerà il Joker. Keach ha anche fornito la voce per il Fantasma.
- Abe Vigoda è Salvatore Valestra; un potente boss del crimine che entra in affari con Carl Beaumont e minaccia di ucciderlo per appropriazione indebita. Una volta che Andrea ritorna, è un uomo invecchiato particolarmente male a causa della sua dipendenza dal fumo, dipendente da una bombola di ossigeno da vivere a causa di anni di fumo. Assume il Joker per uccidere Batman, ma il clown fa il doppio gioco, uccidendolo e usando il suo cadavere come esca per attirare il Fantasma in una trappola mortale.
- Efrem Zimbalist Jr. è Alfred Pennyworth; una volta il fidato maggiordomo dei genitori di Bruce Wayne, continua il suo fedele servizio al figlio dopo la loro morte. È il confidente più vicino a Batman, nonché l'unico uomo del film a conoscere il suo segreto.
- Robert Costanzo è il detective Harvey Bullock; un detective del dipartimento di polizia di Gotham City che diffida di Batman e viene incaricato dalla squadra speciale che ha il compito di dare la caccia al cavaliere oscuro dopo che è stato incastrato per il caso degli omicidi dei criminali.
- Bob Hastings è il commissario James Gordon; il commissario di polizia di Gotham City e il più vicino alleato di Batman. Rifiuta di catturare Batman, credendo che il Cavaliere Oscuro non sia responsabile per nessuno degli omicidi di criminali. Hastings riprende il suo ruolo dalla serie animata.
- Dick Miller è Charles "Chuckie" Sol; un boss del crimine e la prima vittima del Fantasma.
- John P. Ryan è Buzz Bronski; un boss del crimine che sembra aver avuto una breve collaborazione con Chuckie Sol. Successivamente viene ucciso dal Fantasma al cimitero mentre visita la tomba di Sol.
- Arleen Sorkin (cameo non accreditato) è la signora Bambi.

Altre voci comprendono Jeff Bennett, Ed Gilbert, Marilu Henner, Pat Musick, Thom Pinto, Neil Ross e Vernee Watson-Johnson.

## Produzione
(Eric Radomski sulla decisione della Warner Bros. di distribuire il film)
Impressionata dal successo della prima stagione della serie animata di Batman su Fox, la Warner Bros. ha incaricato Alan Burnett di scrivere una storia per un film d'animazione. Anche se il Joker svolge un ruolo fondamentale nel film, nelle intenzioni di Burnett c'era l'intenzione di raccontare una storia che non si basasse sui criminali visti nella serie. Burnett ha affermato anche di aver «voluto fare una storia d'amore con Bruce, perché nessuno lo aveva fatto veramente nella serie televisiva. Volevo una storia che rimanesse impressa». Gli scrittori sono stati molto cauti con l'inserimento del Joker, perché non volevano creare alcuna connessione con il film Batman di Tim Burton, ma lo scrittore Michael Reaves ha dichiarato che la sua è una storia che non potremmo vedere in un live-action.
In aiuto di Burnett per scrivere la sceneggiatura, ci sono stati Martin Pasko, che si è occupato della maggior parte dei flashback; Reaves, che ha scritto i momenti di climax e anche lo scrittore Paul Dini, che afferma di «aver riempito buchi qua e là». Quarto potere, il classico di Orson Welles del 1941, ha esercitato una grande influenza sulla realizzazione dei flashback. La trama del film è stata fortemente influenzata dalla miniserie del 1987 Batman: Anno due, scritta da Mike W. Barr e illustrata da Alan Davis, Paul Neary, Alfredo Alcala, Mark Farmer e Todd McFarlane. Il personaggio di Hazel, il robot cuoco della Fiera del Futuro Mondiale, è stato basato su Hazel the Maid (interpretata dall'attrice Shirley Booth), la protagonista della serie TV Hazel. D'altra parte, l'aspetto del Fantasma è passato per venti diverse versioni fino a quando non ne è stato trovato uno che convincesse i realizzatori del film. Secondo Burnett, il Fantasma era come il Tristo Mietitore con un mantello, anche se l'idea era di farlo somigliare al Spirito del Natale Futuro del romanzo di Charles Dickens Canto di Natale, qualcosa che anche il Joker menziona nella versione finale del film.
All'inizio della produzione, la Warner Bros. decise di pubblicare il film come uscita per il cinema, piuttosto che direttamente per il mercato home video. Ciò ha lasciato meno di un anno per i tempi di produzione (la maggior parte dei lungometraggi animati richiede ben più di due anni dalla storia finita alla versione finale). A causa di questa decisione, gli animatori si sono adattati al rapporto d'aspetto cinematografico widescreen. Lo studio ha collaborato bene, garantendo ai registi una grande quantità di controllo creativo.
La Warner Bros. ha anche aumentato il budget di produzione a 6 milioni di dollari, il che ha dato ai registi l'opportunità di creare scenografie più elaborate. La sequenza del titolo di apertura prevedeva un volo attraverso una Gotham City interamente computerizzata. Come scherzo visivo, il regista di sequenza Kevin Altieri ha definito il climax del film all'interno di un modello automatizzato in miniatura di Gotham City, in cui Batman e il Joker erano giganti a confronto. Questo era un omaggio a un caposaldo dei fumetti di Batman nell'era di Dick Sprang, spesso con l'eroe che combatteva sullo sfondo di oggetti di scena giganteschi (in seguito avrebbero fatto un altro omaggio ai lavori di Sprang nell'episodio Legends of the Dark Knight della serie Batman - Cavaliere della notte). Dall'inizio alla fine, il film è stato completato entro otto mesi.
Paul Dini ha voluto che ognuno dei flashback della vita sentimentale di Batman avesse «la tendenza a peggiorare, quando invece speri che le cose possano migliorare». Il rapporto di Bruce con Andrea, che a prima vista sembra promettente, alla fine si trasforma in agitazione. All'inizio, Bruce e Andrea sono pronti per il matrimonio, ma poi Bruce riceve una nota di addio da Andrea che interrompe la loro relazione. Questo alla fine porta alla decisione di Bruce di diventare Batman. Richard Corliss di Time ha ritenuto che questa scena fosse in linea con la decisione di Andrea di vendicare i propri genitori e rifiutare l'amore quando scoprì che suo padre fu assassinato. Entrambi gli eventi trasformano le due persone (Bruce diventa Batman, Andrea diventa il Fantasma). Secondo Reaves, poi, la scena in cui Bruce si reca sulla lapide dei genitori doveva essere un momento cruciale nella tragica vita dell'uomo, poiché si negava l'opportunità di vivere una vita normale. Reaves ha anche dichiarato: «Quando Bruce indossa la maschera per la prima volta, [dopo che Andrea interrompe il loro fidanzamento], e Alfred dice "Mio Dio!" sta reagendo con orrore, perché sta guardando quell'uomo che ha aiutato a crescere fin dall'infanzia, quest'uomo che ha lasciato che il desiderio di vendetta e castigo consumasse la sua vita, abbracciando infine l'inesprimibile».

## Colonna sonora
La colonna sonora, composta da Shirley Walker, è stata distribuita da WEA sul mercato statunitense a partire dal 14 dicembre 1993.

### Tracce
1. Main Title 1:35
2. The Promise 0:46
3. Ski Mask Vigilante 3:06
4. Phantasm's Graveyard Murder 3:43
5. First Love 1:35
6. The Big Chase 5:32
7. A Plea For Help 1:55
8. The Birth Of Batman 4:17
9. Phantasm And Joker Fight 4:05
10. Batman's Destiny 3:50
11. I Never Even Told You (cantata da Tia Carrere) 4:20

## Distribuzione
L'edizione italiana del film è stata pubblicata direttamente in videocassetta nel 1994, con doppiatori diversi rispetto a quelli della serie animata.
Il film è stato distribuito su LaserDisc nell'aprile 1994 e su VHS nel maggio dello stesso anno. Il VHS è stato ripubblicato nell'aprile 2003 come parte di un pacchetto di tre nastri con Batman & Mr. Freeze: SubZero e Batman of the Future - Il ritorno del Joker.
Il film è stato pubblicato per la prima volta in DVD nel dicembre 1999 e ripubblicato nell'aprile 2004 in un cofanetto che includeva SubZero e Il ritorno del Joker. La Warner Home Video ha ripubblicato nuovamente il DVD del film nel febbraio 2008 come doppio lungometraggio con SubZero.
La maschera del Fantasma è stato distribuito, come parte della Warner Archive Collection, per la prima volta su Blu-ray il 25 luglio 2017, mentre alla fine del 2018 la pellicola è stata inserita nel cofanetto Blu-ray della serie animata Batman.

## Accoglienza

### Incassi
Batman: La maschera del Fantasma è uscito per la prima volta il 25 dicembre 1993 negli Stati Uniti in 1 506 cinema, incassando 1189975 $ nei primi due giorni di programmazione. Il film ha incassato un totale di 5617391 $ di dollari al botteghino. I realizzatori incolpavano la Warner Bros. a causa della campagna di marketing fallita. Nonostante ciò la pellicola ha realizzato un ottimo profitto attraverso le varie versioni home video.

### Critica
(Il produttore Michael E. Uslan.)
Il film ha ricevuto recensioni generalmente positive da parte della critica. La maschera del Fantasma ha un punteggio di approvazione generale dell'83% su Rotten Tomatoes, basato su 59 recensioni, con un voto medio di 7,1 su 10; il consenso critico afferma: «Elegante e ammirevolmente rispettoso del materiale di partenza, Batman: La maschera del Fantasma riesce dove molti degli adattamenti di Batman dal vivo hanno fallito». Empire lo ha definito come il miglior film d'animazione del 1993, e che contiene una storia migliore di Batman e Batman Returns di Tim Burton.
La maschera del Fantasma è stato citato da Robert Pattinson come esempio di un film che personificava efficacemente la "bolla interiore" e la psiche di Batman, personaggio che l'attore interpreta nel film The Batman del 2022.

## Riconoscimenti
- 1994 - Annie Award
  - Candidatura per il Miglior film d'animazione

## Altri media

### Romanzi
Nel dicembre 1993 sono stati pubblicati due romanzamenti. Uno è stato scritto da Burnett, Dini e Andrew Helfer, mentre l'altro è stato scritto da Geary Gravel.

### Fumetti
DC Comics ha pubblicato un adattamento per un fumetto scritto da Kelley Puckett e disegnato da Mike Parobeck. L'adattamento del fumetto è stato in seguito incluso nella versione VHS. Batman & Robin Adventures Annual # 1: Shadow of the Phantasm è stato il sequel a fumetti del film. È stato scritto da Dini e pubblicato nel 1996.

### Merchandising
Kenner, che aveva già realizzato i giocattoli per la serie di cartoni animati, ha prodotto diversi action figure basate sul film, tra cui il Joker e il Fantasma (confezionato smascherato, rovinando così la sorpresa del film).
Nel 2015 è stato pubblicato un action-pack da collezione della linea DC Collectibles con Batman e il Fantasma.